# チュール (ダンジョンズ&ドラゴンズ)
チュール（Chuul）は、テーブルトークRPG『ダンジョンズ&ドラゴンズ』（『D&D』）に登場する架空のモンスターである。チュールは「異形」と呼ばれる不気味な怪物のグループに属しており、イリシッド、アボレス、ビホルダーといった異世界からの侵略者たちと行動をともにする。

## 掲載の経緯
チュールが初めて登場したのは、『D&D』第3版の『モンスターマニュアル』（2000年）で、3.5版での改訂版『モンスターマニュアル』（2005年）にも登場した。『ドラゴン』330号（2005年4月）ではさらなる紹介がなされた。また、水辺での冒険を扱った『Stormwrack』（2005年、未訳）ではスライム・チュール（Slime chuul）ことウチューロン（Uchuulon）が登場した。
『D&D』第4版では、『モンスター・マニュアル』（2008年）に以下の個体が登場した。
- チュール（Chuul）
- チュールの巨獣（Chuul Juggernaut）

その後、2013年10月にはウィザーズ・オブ・ザ・コースト社ホームページにローガン・ボナーによるチュールのより詳細なデータが掲載された。
『D&D』第5版では、『モンスター・マニュアル』（2014年）に登場している。

## 『D&D』以外のテーブルトークRPG

### 『パスファインダーRPG』
『D&D』3.5版のシステムを継承する『パスファインダーRPG』にてチュールは『ベスティアリィ』（2009年）に登場している。

### 『13th Age』
『D&D』第4版デザイナーであるロブ・ハインソーとジョナサン・トゥイートによるd20システム使用のファンタジーRPG『13th Age』にてチュールは『The 13th Age Bestiary』（2014年、未訳）にて、チュール（Chuul）、チュール・スウォーム（Chuul Sworm）、マッシヴ・ミュータント・チュール（Massive Mutant Chuul）が登場している。

## 肉体的特徴
チュールの体長は8フィート（約2.4メートル）、体重は650ポンド（約300キログラム）ほどある。
チュールは黄褐色から緑色までの斑模様をしたイモムシのような甲殻に覆われた虫の胴体に、ザリガニのような前肢が大きなハサミをした6本の足を持つ、甲殻類や昆虫を掛け合わしたような不気味な外見をしている。口の部分には無数のピンク色をした触手が生えており、この触手からは相手を麻痺させる分泌液を抽出する。

## 生態
チュールは人型生物を大変憎んでおり、水辺にいる者たちを好んで襲う水棲生物である。チュールは水中でも活動できるが、沼地や密林の湖、そして地底湖などの浅瀬に棲むことを好む。彼らはそこで水辺を通りかかった者たちに襲いかかり、麻痺の毒液がしたたる触手を絡ませるや、前肢の巨大なハサミで挟み込んでは水中に引きずり込み溺れさせようとする。チュールは人間やエルフ、ドワーフやハーフリングなど人間型生物は目につき次第攻撃する。だが、一番のお気に入りは生息地も重なっているリザードフォークである。地底に棲むチュールはドラウやドゥエルガルなども襲う。彼らは獲物を骨まで綺麗に食べ尽くしてしまうが、脳だけは彼らにとって有毒なので決して食べない。また、トログロダイトの肉は彼らにとって不快であり、これも食べようとはしない。
チュールは“彼方の領域”のような異世界から来た来訪者（Aberrations）との親和性が高い。第4版ではイリシッドとの関係が深く、イリシッドが脳漿を食べ尽くした後の屍体を捕食する。第5版ではアボレスが太古の時代に世界を支配していた時代、彼らの手の届かない地上世界を監視する目的で創造されたのがチュールとされる。異界生物であるチュールの属性は通常、“混沌にして悪”である。
チュールはとても魔法的な生物であり、見かけによらず知性的で言語能力がある。彼らは先祖の記憶を共有しており、しばし思索にふけり自らの起源に思いをはせる。そして先祖の記憶がチュールに人間生物への恨みと殺害の指示を告げる。第5版ではアボレスの指令が未だ生きており、アボレスと接触した途端、彼らはアボレスの指揮下に加わる。
また、チュールは外部環境によって変異をしやすい生物でもある。邪悪な魔法使いはチュールを自在に変異させ自らの下僕にしようとする。そうでなくても、突然巨大化したり毒を盛ったりすることはままある。
チュールはサイオニック能力（超能力）も有しているが、若いうちにはその能力は開花せず、齢を経て強力になった個体が自然に目覚めていく。
チュールは孤独を愛する生物だが、“小群（Pods）”と呼ばれる一組、あるいは3〜5組のグループで活動している。彼らは移動には河川や海を利用するが、定住地は沼地や湖を好む。十分な食料が手に入る環境なら、都市の下水道や海岸の難破船などにも住み着く。小群の中でも長老格の者個体は、湖底を掘り進み、木や石で簡単な住処を作る。住処の奥にはトンネルを抜けて、彼らが収集している宝物を収める宝物庫が作られる。
チュールは黄緑色のぬめぬめした卵から産まれる。チュールにとって産卵は稀で、彼らは必死に卵を保護しようとする。食料の乏しい地域では、成体が獲物を集め幼体を成育する。だが、船や筏の船底に卵を産みつけ、新しい土地で繁殖させ種族を広めようとすることもよく知られている。
チュールはその利用価値のあるなしに関わらず、犠牲者の所持品を蒐集することで知られている。犠牲者にめぼしい所持品がない場合、犠牲者の頭蓋骨を持ち去る。彼らはそれら宝物を物々交換する程度の知性は持っているが、代価は奴隷もしくは食料としての人間型生物である。
チュールは死んで解体されても魔法的な力を保持している。『13th Age』の世界ではチュールの甲殻を使っての装備品、“チュレル・シンバイオート・マジック・アイテム（Chuul Symbiote Magic Items）が紹介されている。このチュールの甲殻で作られた全身鎧は未だチュールが生きており、装備者はチュールと共生することなる。時にはチュールの精神が装備者を乗っ取り、“チューリッシュ・スレイヴ（Chuulish Slave）”と呼ばれるモンスターと化してしまうこともある。